# Протон (волейбольный клуб)
«Прото́н-Саратов» (до 1997 — «Си́няя пти́ца», 1997—2009 — «Балаковская АЭС», 2009—2018 — «Протон») — российский женский волейбольный клуб из Саратова.

## Достижения
- 4-кратный бронзовый призёр чемпионатов России — 2003, 2004, 2005, 2023.
- Победитель розыгрыша Кубка России 1999;
  - 5-кратный бронзовый призёр Кубка России — 1993, 2001, 2007, 2016, 2017.
- Серебряный призёр Кубка Европейской конфедерации волейбола (ЕКВ) 2005;
  - Бронзовый призёр Кубка ЕКВ 2002.

## История

### 1988—2009
В 1988 году на базе концерна «Иргиз» (Балаково) была образована команда «Синяя птица» под руководством заслуженного тренера России Вячеслава Иванова. В сезоне 1988/89 команда дебютировала во 2-й лиге первенства СССР.
В сезоне 1992/93 «Синяя птица» выступала в высшей лиге «Б» российского женского волейбольного чемпионата и заняла 7-е место. В следующем первенстве балаковские волейболистки стали уже третьими в высшей лиге «Б», а в 1995 году оказались на 8-й строке турнирной таблицы высшей лиги российского первенства и получили право в сезоне 1995/96 стартовать во вновь образованной суперлиге чемпионата России, где команда выступает по настоящее время.
Первые 4 сезона в суперлиге сложились не слишком удачно для команды из Балаково, сменившей в 1997 году своё первоначальное «сказочное» название на «атомное» в связи с тем, что генеральным спонсором команды стала Балаковская атомная электростанция (АЭС). «Синяя птица», а затем Балаковская АЭС балансировали на 8-й-9-й позициях в таблице первенства. Первый успех пришёл к «атомщицам» в 1999 году, когда команда стала победителем розыгрыша Кубка России. В последовавшем чемпионате 1999/2000 Балаковская АЭС впервые вышла в финальный турнир четырёх лучших команд, где уступила в матче за 3-е место команде ЦСКА, став в итоге четвёртой.
В сезоне 2000/01 Балаковская АЭС под специальным «еврокубковым» названием «Протон» дебютировала в розыгрыше Кубка ЕКВ, где дошла до 1/4-финала, уступив на этой стадии по сумме двух матчей турецкому «Бешикташу». В чемпионате России команда стала 5-й.
Наиболее успешными для балаковской волейбольной команды стали 2002—2005 годы. Стабильный сыгранный состав, костяк которого составляли С.Акулова, А.-М.Гансонре, О.Фадеева, Л.Шаманаева, Ю.Киселёва, А.Лобадина и другие, привлекательная быстрая игра — всё это привело к тому, что под руководством Владислава Фадеева (возглавил команду в 1997 году после смерти первого тренера В.Иванова) Балаковская АЭС трижды подряд с 2003 по 2005 становилась бронзовым призёром российского первенства, а в 2002 году остановились лишь в шаге от пьедестала. Кроме этого, «атомщицы» в 2002 и 2004—2006 принимали участие в «финалах четырёх» розыгрыша Кубка европейской конфедерации волейбола, дважды становясь призёром этого турнира (3-е место в 2002 и 2-е — в 2005 году). В 2005 балаковские волейболистки уступили лишь в решающем матче Кубка ЕКВ хозяйкам финального турнира именитой итальянской команде «Сирио» (Перуджа) 0:3.
С 2006 года результаты команды из Балаково в силу различных причин пошли на спад. Травмы, переход ряда ведущих спортсменок в другие команды, назначение директора атомной электростанции Павла Ипатова (он же — президент волейбольного клуба) губернатором Саратовской области (в силу чего он не мог уделять прежнего внимания команде), скромные возможности по поддержке клуба со стороны городских властей районного центра — всё это привело к тому, что Балаковская АЭС откатилась в нижнюю часть таблицы российского чемпионата (2006 — 10-е место, 2007 — 8-е, 2008 — 10-е), а в 2009, заняв в очередном первенстве последнее место, покинула суперлигу.

### 2009—2010
Сезон 2009-10 «Протон» (как стала называться команда) провёл в высшей лиге «А» российского волейбольного первенства. Часть домашних матчей команда провела в Саратове, в связи с чем стала представлять Саратовскую область. Под руководством нового главного тренера Игоря Филиштинского «Протон» занял 1-е место и вернул себе представительство в суперлиге.

### 2010—2011
Перед началом нового сезона возвратившуюся в суперлигу команду возглавила бывшая волейболистка клуба Елена Соколова. Под её началом «Протон», вопреки мнению скептиков и не обладая внушительным подбором игроков, вышел в плей-офф первенства, где уступил лишь будущему чемпиону команде «Динамо-Казань».

### 2011—2012
По ходу предварительного этапа очередного чемпионата России «Протон» постоянно держался в лидирующей группе, но попасть в плей-офф, который был сокращён до четырёх команд, не сумел. В турнире за 5-8 места команда выступила не очень удачно, став в итоге 7-й.

### 2012—н.в.
В последние годы «Протон» лишался значительной группы ведущих волейболисток. Покидали команду многие её лидеры, в частности Яна Щербань, Ирина Уралёва, Екатерина Громова, Татьяна Холина, Анастасия Маркова, Елена Ирисова, Ольга Сажина. Приобретения были значительно скромнее. И всё же команда сохраняла за собой место в ведущем дивизионе российского женского волейбола. В сезоне 2015—2016 «Протон» на протяжении большей части чемпионата претендовал на попадание в четвёрку лучших, но неудачная концовка отодвинула команду на 6-е итоговое место. В сезоне 2016—2017 команда отступила на две ступеньки вниз, став 8-й.
В 2016 и 2017 годах клуб становился бронзовым призёром Кубка России.
В сезоне 2017—2018 команда заняла 6 место, а также получила допуск к участию в розыгрыше Кубка вызова ЕКВ.
Перед началом сезона 2018/2019 возник конфликт между руководством ВК «Протон-БАЭС», в структуру которого входила и команда «Протон», и областными руководителями, курирующими спорт. Его результатом стала регистрация нового клуба — «Протон-Саратов» и допуск его команды к участию в чемпионате России.
Чемпионат России 2022/23 среди команд суперлиги для «Протона» завершился завоеванием бронзовых наград. Заняв на предварительном этапе первенства 5-е место, в четвертьфинале саратовские волейболистки в двух матчах обыграли «Ленинградку», в полуфинале уступили «Локомотиву», а в серии за 3-е место в драматичной борьбе оказались сильнее «Динамо-Метара» 3-2.

## Результаты в чемпионатах России
| Сезон     | Название команды | Лига                        | Место |
| --------- | ---------------- | --------------------------- | ----- |
| 1992/93   | «Синяя птица»    | Высшая лига «Б»             | 7     |
| 1993/94   | «Синяя птица»    | Высшая лига «Б»             | 3     |
| 1994/95   | «Синяя птица»    | Суперлига                   | 8     |
| 1995/96   | «Синяя птица»    | Суперлига                   | 8     |
| 1996/97   | «Синяя птица»    | Суперлига Переходный турнир | 9 4   |
| 1997/98   | Балаковская АЭС  | Суперлига                   | 7     |
| 1998/99   | Балаковская АЭС  | Суперлига                   | 8     |
| 1999/2000 | Балаковская АЭС  | Суперлига                   | 4     |
| 2000/01   | Балаковская АЭС  | Суперлига                   | 5     |
| 2001/02   | Балаковская АЭС  | Суперлига                   | 4     |
| 2002/03   | Балаковская АЭС  | Суперлига                   | 3     |
| 2003/04   | Балаковская АЭС  | Суперлига                   | 3     |
| 2004/05   | Балаковская АЭС  | Суперлига                   | 3     |
| 2005/06   | Балаковская АЭС  | Суперлига                   | 10    |
| 2006/07   | Балаковская АЭС  | Суперлига                   | 8     |
| 2007/08   | Балаковская АЭС  | Суперлига                   | 10    |
| 2008/09   | Балаковская АЭС  | Суперлига                   | 12    |
| 2009/10   | «Протон»         | Высшая лига А               | 1     |
| 2010/11   | «Протон»         | Суперлига                   | 8     |
| 2011/12   | «Протон»         | Суперлига                   | 7     |
| 2012/13   | «Протон»         | Суперлига                   | 10    |
| 2013/14   | «Протон»         | Суперлига                   | 10    |
| 2014/15   | «Протон»         | Суперлига                   | 7     |
| 2015/16   | «Протон»         | Суперлига                   | 6     |
| 2016/17   | «Протон»         | Суперлига                   | 8     |
| 2017/18   | «Протон»         | Суперлига                   | 6     |
| 2018/19   | «Протон»         | Суперлига                   | 12    |
| 2019/20   | «Протон»         | Суперлига                   | 5     |
| 2020/21   | «Протон»         | Суперлига                   | 6     |
| 2021/22   | «Протон»         | Суперлига                   | 6     |
| 2022/23   | «Протон»         | Суперлига                   | 3     |
| 2023/24   | «Протон»         | Суперлига                   | 5     |
| 2024/25   | «Протон»         | Суперлига                   | 10    |

## Тренеры
- Вячеслав Иванов (1988—1997)
- Владислав Фадеев (1997—2008)
- Владимир Кузюткин (2008—2009)
- Игорь Филиштинский (2009—2010)
- Елена Соколова (2010—2013)
- Валерий Лосев (2013—2014)
- Роман Кукушкин (2014—2017)
- Юрий Маричев (2017—2018, 2018—2019, с 2019)
- Игорь Карпов (2018)
- Сергей Ермишин (2019)
- Сергей Юркин (2019)

## Волейболистки клуба в сборной России
- Ольга Фадеева (бронзовый призёр чемпионата Европы 2005)
- Светлана Акулова (бронзовый призёр чемпионата Европы 2007)

## Арены
Домашние матчи «Протон» проводит в СК «Протон-Арена». Вместимость — 2000 зрителей.
Ранее домашней ареной команды служил ФОК «Звёздный» (ныне — резервная домашняя площадка).

## Сезон 2024—2025
- Пришли: А.Азанова («Динамо-Метар»), Н.Слаутина, Е.Геращенкова (обе — «Тулица»), И.Крук, М.Володина (обе — «Заречье-Одинцово»), А.Зиновьева («Динамо-Анапа»), Е.Вашина («Липецк»).
- Ушли: М.Смеленко, Н.Малых, В.Боброва, С.Гатина, П.Беликова, Т.Маркова, И.Соболева,
- Дозаявлена: А.Якшич («Раднички», Сербия).
- Отзаявлены: О.Костюкевич, А.Якшич.

### Состав
| №  | Имя, фамилия                      | Год рождения | Рост | Амплуа      | Гражданство |
| -- | --------------------------------- | ------------ | ---- | ----------- | ----------- |
| 2  | Наталья Селивёрстова              | 1996         | 185  | нападающая  | Россия      |
| 3  | Ксения Андреева                   | 2007         | 183  | нападающая  | Россия      |
| 4  | Милана Лискина                    | 2008         | 164  | либеро      | Россия      |
| 5  | Варвара Сергеева                  | 2004         | 195  | центральная | Россия      |
| 6  | Наталья Слаутина                  | 2002         | 190  | центральная | Россия      |
| 7  | Анастасия Азанова                 | 1991         | 185  | нападающая  | Россия      |
| 9  | Инна Крук                         | 2003         | 183  | нападающая  | Россия      |
| 11 | Мила Володина                     | 2003         | 183  | связующая   | Россия      |
| 12 | Екатерина Геращенкова (Тимошкова) | 1998         | 180  | нападающая  | Россия      |
| 13 | Анна Зиновьева                    | 2004         | 192  | центральная | Россия      |
| 15 | Елена Вашина                      | 1988         | 182  | связующая   | Россия      |
| 18 | Анна Лубенченко                   | 2007         | 185  | нападающая  | Россия      |

- Главный тренер — Юрий Маричев.
- Старший тренер — Мустафа Кылынч.
- Тренеры — Дмитрий Ежов, Александр Геращенков.
- Тренер-статистик — Кая Бурак
- Главный тренер молодёжной команды — Дмитрий Чуриков.